# Korópi
Korópi (Koropi) är en ort i Grekland.   Den ligger i prefekturen Nomós Magnisías och regionen Thessalien, i den centrala delen av landet, 150 km norr om huvudstaden Aten. Korópi ligger 8 meter över havet och antalet invånare är 246.
Terrängen runt Korópi är varierad. Havet är nära Korópi åt sydväst.  Närmaste större samhälle är Volos, 18,8 km nordväst om Korópi. 